# پتوهازا
پِتوهازا (به مجاری:  Petőháza) یک شهرداری در مجارستان است که در ناحیه شوپرون واقع شده‌است. پتوهازا ۲٫۶۴ کیلومتر مربع مساحت و ۱٬۰۴۸ نفر جمعیت دارد.